# Functiemenging

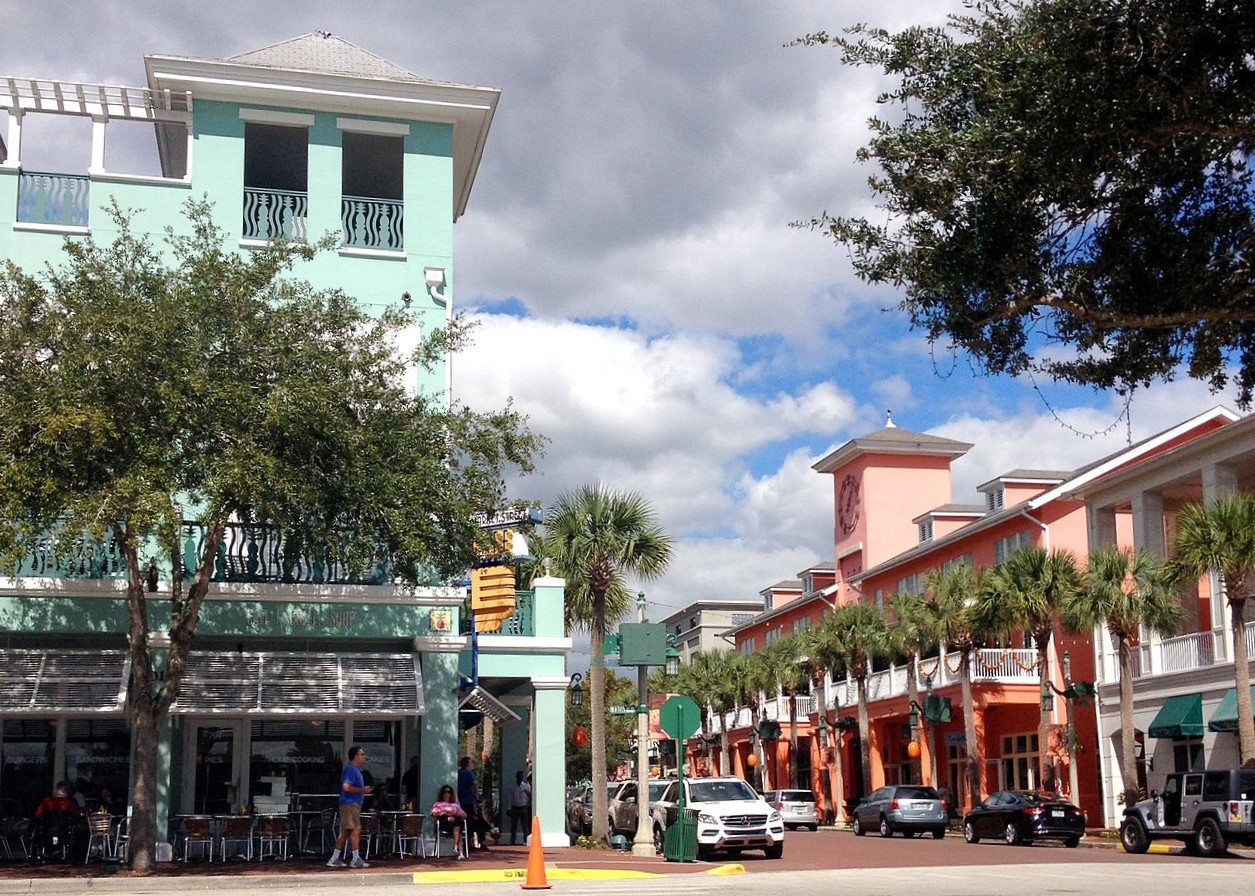
Market Street in Celebration (Florida), met diverse stedelijke functies

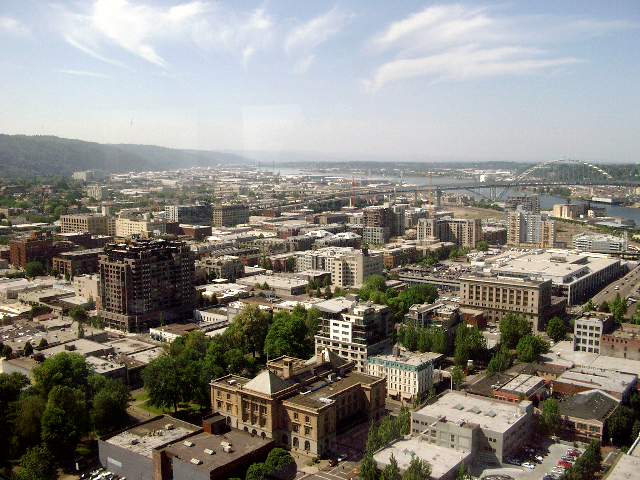
Gebouwen met functiemenging in Portland, Oregon

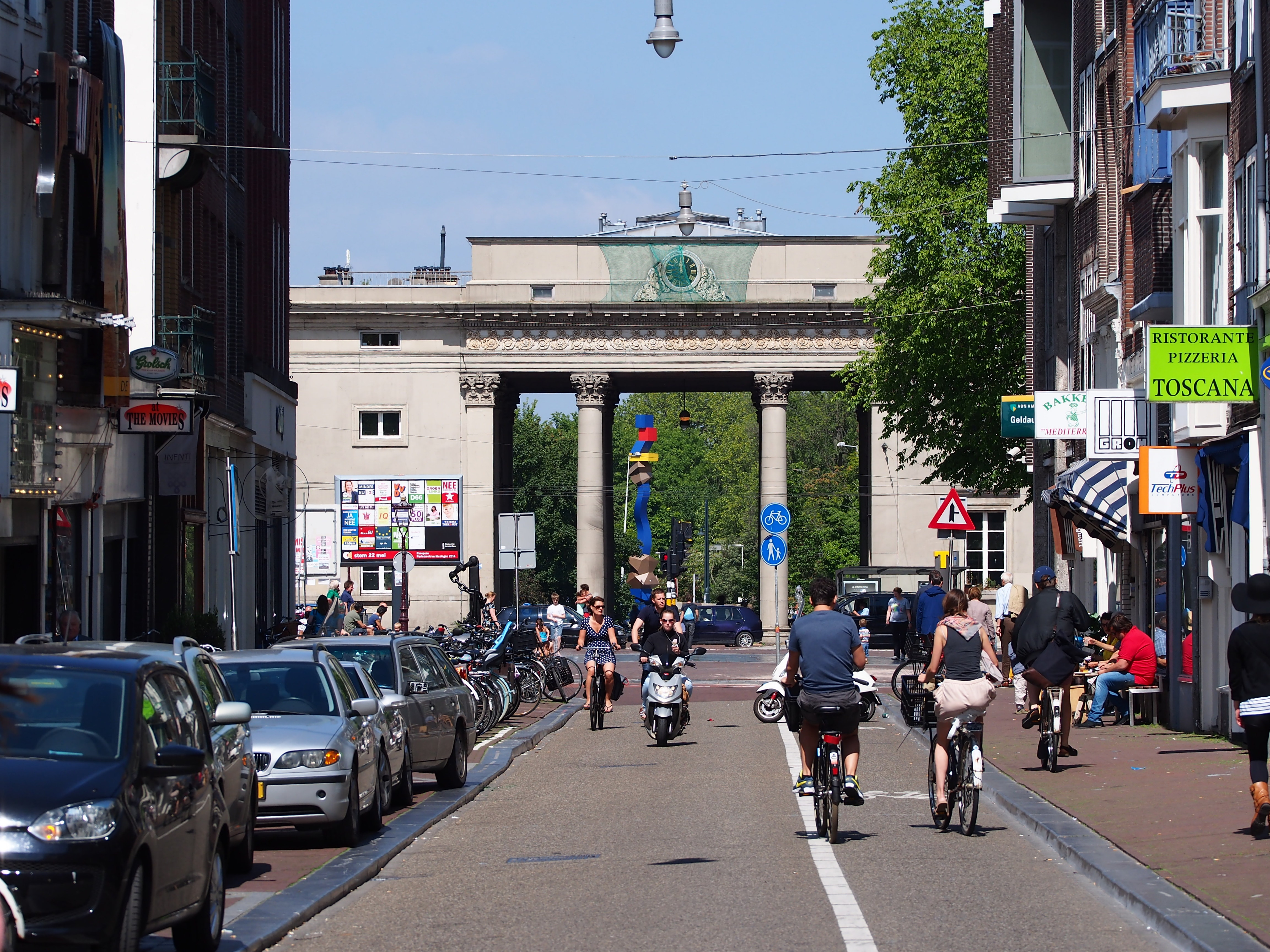
De functiegemengde Haarlemmerdijk in Amsterdam (wonen, winkels, horeca)

Functiemenging is een vorm van stedelijke ontwikkeling waarbij residentiële, commerciële, institutionele en recreatieve functies fysiek geïntegreerd worden, onder andere door de beschikbaarheid van voetgangersvoorzieningen. Functiemenging kan plaatsvinden op de schaal van één gebouw, een bouwblok of een gehele stadswijk. De term kan ook gebruikt worden voor een specifiek vastgoedproject met verschillende functies, dat ontwikkeld wordt door een private partij, een overheidsorganisatie of een combinatie daarvan.

## Geschiedenis
Historisch gezien bestonden menselijke nederzettingen uit een menging van diverse functies. Eind 19e eeuw traden echter door de industrialisatie negatieve milieu- en gezondheidseffecten op bij functiemenging. Het CIAM (met onder meer Le Corbusier en Cornelis van Eesteren) ontwikkelde het concept van de Functionele Stad, dat een scheiding van functies inhield. Tijdens de Wederopbouw werd functiescheiding een leidend beginsel in het Nederlandse ruimtelijkeordeningsbeleid. Bedrijvigheid werd bijvoorbeeld vanuit woonwijken verplaatst en ondergebracht in separate industriegebieden. In de jaren 1960 ontstond er een herwaardering voor functiemenging, onder meer door activiste Jane Jacobs. Volgens haar was functiemenging een belangrijke factor voor ´levendige stedelijkheid´.

## Voorbeelden van functiemenging
- Het toestaan van een buurtwinkel in een voorheen monofunctionele woonwijk
- Wonen boven winkels in een winkelstraat
- Appartementencomplexen met commerciële functies in de plint
- Panden met lofts waarin zich ook werkruimtes en ateliers bevinden
- Parkeerkelders met winkelvoorzieningen op de begane grond

## Voordelen
Voordelen van functiemenging zijn:
- Grotere variatie in woningtypen en bebouwingsdichtheid, meer betaalbare huisvesting (kleinere wooneenheden), woningaanbod voor de gehele wooncarrière (van starterswoningen tot seniorenwoningen)
- Kleinere afstanden tussen woningen, werklocaties, winkels en andere voorzieningen of bestemmingen
- Betere toegang tot vers en gezond voedsel, doordat supermarkten en warenmarkten fietsend of lopend bereikt kunnen worden
- Compacte stedelijke ontwikkeling, synergie tussen diverse functies (bijvoorbeeld bewoners zorgen voor clientèle van winkels en de winkels zorgen voor voorzieningen voor bewoners)
- Een sterker karakter van een stadswijk, sense of place
- Voetgangers- en fietsvriendelijke buurten, alsook betere bereikbaarheid per openbaar vervoer. Dit leidt tot lagere vervoerskosten